# 恩和哈达镇
恩和哈达镇（汉语拼音字母：Engh'had balgasan），是中华人民共和国内蒙古自治区呼伦贝尔市额尔古纳市下辖的一个乡镇级行政单位。清代为一卡伦，是鄂温克使鹿部与俄国商人互市之处。

## 概况
恩和哈达镇位于额尔古纳市最北端，于1991年设立，1999年根据国家撤乡并镇政策要求，经自治区批准，整建制并入莫尔道嘎镇。由于地处偏远，交通不便，影响了该地区的资源管理和边境地区的安全稳定，鉴于此，内蒙古自治区人民政府于2011年5月以《内政字【2011】144号文件》批准正式恢复建制，2013年，奇乾乡恢复建制，从恩和哈达镇划出，目前恩和哈达镇辖7个自然村(包括恩和哈达、伊木河、两间房、西口子、奇雅屯、腰甸、前场），行政区域面积5895平方公里，边境线长200公里，距离市区520公里，是内蒙古自治区也是我市最北的建制镇，同时也是内蒙古自治区北部连接黑龙江省最近、最重要的通道之一。现驻有恩和哈达边防派出所、北部原始林区森林公安局恩和哈达派出所、北部原始林区森林管护局恩和哈达管护站、边防连队、黑山头巡逻艇大队恩和哈达艇组5家单位。

## 行政区划
恩和哈达镇下辖以下地区：
恩和哈达村、伊木河村、十八里河村、两间房村、西口子村、奇雅和村、腰甸村和前场村。